# Warner Bros. Home Entertainment

Logo utilizzato dal 2023 per scopi aziendali come Warner Bros. Discovery Home Entertainment.

Warner Bros. Home Entertainment (legalmente conosciuta come Warner Bros. Discovery Home Entertainment, Inc., precedentemente Warner Home Video) è la divisione home video di  Warner Bros. Entertainment, società facente parte del gruppo Warner Bros. Discovery. È nata nel 1977 con il nome WCI Home Video e ha cambiato nome in Warner Home Video nel 1980, in alternanza al vecchio nome fino al 1981.
Oggi la divisione Home Video fa parte del gruppo Warner Bros. Home Entertainment, che oltre a Warner Home Video comprende divisioni quali Warner Premiere (società appartenente a Warner Home Video che si occupa della produzione di film direct-to-video) e Warner Bros. Interactive Entertainment (videogames).
In Italia Warner Home Video, con Warner Bros. Pictures, Warner Bros. International Television, Warner Bros. Interactive Entertainment, Warner Bros. Worldwide Publishing, Warner Bros. Global Publishing, Warner Bros. Consumer Products e Warner Village, fa parte di Warner Bros. Italia.

Logo utilizzato come Warner Home Video fino al 2016.